# هبوط اضطراري

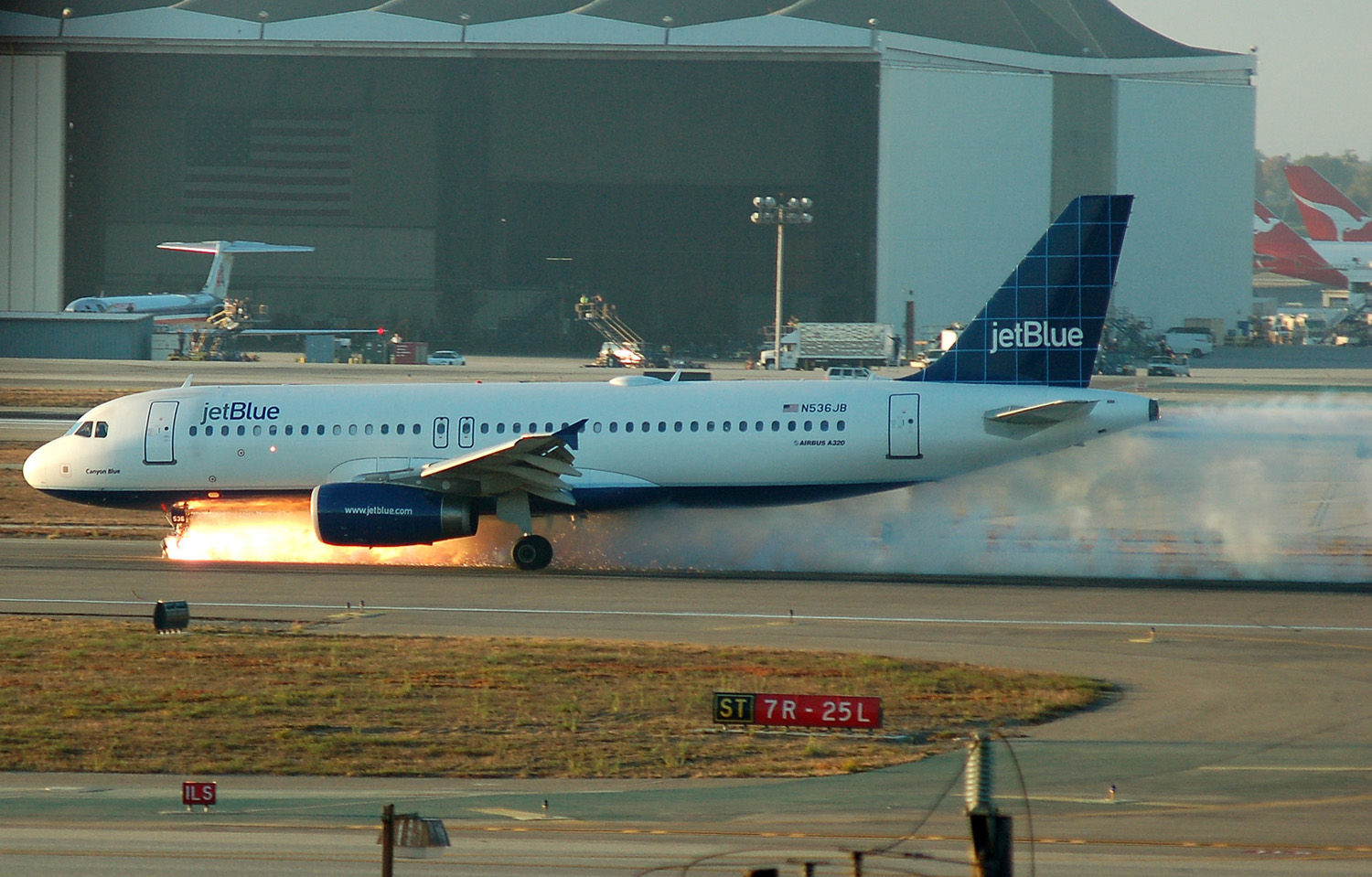
رحلة خطوط جيت بلو الجوية رقم 292 تهبط اضطراريا في مطار لوس انجليس

الهبوط الاضطراري أو الحَطّ الاضطراري مصطلح يقصد به الإجراء المتخذ من قبل الطيار الرئيس لمواجهة أزمة تمر بها الطائرة أثناء التحليق، وتتعارض إما مع عمل الطائرة أو تنطوي على حالات طوارئ طبية مفاجئة مما يستلزم تحويلها عن مسارها الأصلي والهبوط بها في أقرب مطار.

## أنواع الهبوط الاضطراري
هناك عدة أنواع مختلفة من الهبوط الاضطراري للطائرات التي تعمل بالطاقة وهي إما تكون: هبوط مخطط له أو هبوط اضطراري.
- هبوط إجباري (بالإنجليزية: Forced landing)‏:

يجبر الطائرة على الهبوط بسبب مشاكل فنية. ويكون الهبوط في أقرب وقت ممكن هو الأولوية القصوى، بغض النظر عن المكان، وذلك عند حدوث فشل في النظام الرئيسي أو أصبح حدوث الفشل وشيكا. وهو ناتج عن فشل أو تلف أنظمة حيوية مثل المحركات، الأنظمة الهيدروليكية، أو معدات الهبوط، وهكذا يجب أن يكون حاول الهبوط حيث هناك حاجة إلى المدرج ولكن لا تتوفر. الطيار يحاول أساسا للحصول على طائرات على الأرض بطريقة الذي يقلل احتمال الإصابة أو الوفاة إلى أشخاص كانوا على متنها. وهذا يعني أن هبوط اضطراري قد تحدث حتى عندما تكون الطائرة لا يزال المحتويات المتغيرة، من أجل منع وقوع حادث أو حالة التخندق.
- هبوط احترازي (بالإنجليزية: Precautionary landing)‏:

قد تنجم عن الهبوط المقرر في مكان حول المعلومات التي تقتصر، من تغييرات غير متوقعة خلال الرحلة، أو من حالات الطوارئ غير طبيعي أو حتى. قد يكون هذا نتيجة لمشاكل مع الطائرات، أو في حالات الطوارئ الطبية أو الشرطة. كلما سارعت يقع الطيار ويتفقد موقع الهبوط المحتملة، وأقل فرصة من القيود الإضافية التي يفرضها تردي الأوضاع الطائرات، وتدهور الأحوال الجوية، أو غيرها من العوامل.
- هبوط على الماء (بالإنجليزية: Ditching)‏:

هو نفس الهبوط الاضطراري، ولكن على الماء. وبعد ملامسة الطائرة المتضررة لسطح الماء، فعلى الأرجح فانها سوف تغرق، حيث لم يتم تصميمها لتطفو، وقد تطفو لساعات وذلك اعتمادا على حجم الضرر اللاحق بالطائرة.

## الإجراءات
إذا لم تكن هناك قوة دفع متوفرة من المحرك (المحركات) أثناء الهبوط الاضطراري، فأن تقنية الانزلاق على الهواء هو الخيار الوحيد المتبقي للطائرات ذات الأجنحة الثابتة للوصول لأقرب مطار، في حين أن الطائرات المجنحة الدوارة ( هليكوبتر ) autorotates إلى أرض الواقع من خلال ارتفاع التداول لسرعة الطيران للحفاظ على السيطرة. الطيارين في كثير من الأحيان ممارسة "الهبوط الاضطراري محاكاة"، الذي فشل المحرك هو محاكاة والطيار لديه للحصول على طائرات على الأرض بسلام، من خلال تحديد منطقة الهبوط ثم مزلق الطائرة في أحسن الأحوال سرعة مزلق لها.
إذا كان هناك بقعة الهبوط مناسب في مزلق الطائرة أو الأتوماتيكي عن بعد، وسوف بهبوط غير المخطط لها يؤدي في كثير من الأحيان في وقوع إصابات أو أضرار كبيرة للطائرة، منذ طائرات تعمل بالطاقة عموما استخدام القوة قليلة أو معدومة عندما يتم الهبوط. يمكن أن الطائرات الخفيفة غالبا الهبوط بسلام على الحقول، الطرق، أو ضفاف النهر الحصى (أو على الماء، إذا كانت مجهزة تعويم)، ولكن المتوسطة والطائرات الثقيلة عموما تتطلب طويل، أسطح المدارج المعدة بسبب وزنهم أثقل وسرعات أعلى الهبوط. الطيارين المنزلق الأرض بشكل روتيني بعيدا عن قاعدتهم ولذا فإن معظم الطيارين عبر البلاد هي في الممارسة الحالية.

## ابحاث الهبوط الاضطراري للطائرات بدون طيار
منذ عام 2003، تجرى البحوث لتمكين الطائرات بدون طيار من تنفيذ هبوط اضطراري بشكل مستقل.

## أبرز حالات الهبوط الاضطراري
معظم الطائرات الكبيرة مزودة بعدة محركات وأنظمة زائدة عن الحاجة، لذلك فأن الهبوط الاضطراري نادرا ما يحدث لها، ولكن هذا لم يمنع من حدوث بعض من عمليات الهبوط الاضطراري الملحوظة. ومن أشهر أمثلة حالات الهبوط الاضطراري، الواقعة الشهيرة والمعروفة باسم: غيميلي المنزلقة، والتي حدثت لطائرة من طراز بوينغ 767 تابعة لخطوط طيران كندا، وذلك بعد أن نفذ الوقود منها. وقامت بعملية هبوط انحداري منزلق آمن في غيملي، بمقاطعة مانيتوبا الكندية وذلك في 23 يوليو 1983. وفي يوليو 1982، طائرة بوينغ 747 تابعة للخطوط الجوية البريطانية في رحلتها رقم 9، والمتجهة من كوالالمبور إلى بيرث حلقت في سحابة من الرماد البركاني حيث خسرت قوة الدفع في جميع محركاتها الأربعة، وتمكن الطاقم في وقت لاحق من تشغيل ثلاثة من المحركات، وفي نهاية المطاف تم تحويل الطائرة إلى جاكرتا والهبوط في مطارها اضطراريا. وفي 28 أبريل 1988، رحلة طيران رقم 243 لشركة خطوط ألوها الجوية شهدت في منتصف الرحلة انخفاض للضغط (Uncontrolled decompression)، مما اضطرها للهبوط اضطراريا في مطار كاهولوي في هاواي، ونتج عن الواقعة ضحية واحدة فقط وهي مضيفة جوية. وفي 24 أغسطس 2001، طائرة طيران ترانسات في رحلة الطيران رقم 236، نفذ وقودها فوق المحيط الأطلسي ونفذت هبوطا اضطراريا ناجحا في جزر الأزور. وفي 1 نوفمبر 2011 طائرة خطوط لوت الجوية البولندية، من طراز بوينغ 767 في رحلة الطيران رقم 016، قامت بالهبوط اضطراريا على بطنها بعد فشل النظام الهيدروليكي المركزي، وذلك في مطار فريدريك شوبان الدولي في وارسو، بولندا، ولم ينتج عن الحادثة $1أي إصابات.
ومن عمليات الهبوط الاضطراري الأقل نجاحا، رحلة الخطوط الجنوبية الجوية رقم 242، في 4 أبريل 1977، وذلك عندما فقدت طائرة دي سي-9 قوة دفع محركاتها بسبب البرد والامطار الغزيرة أثناء عاصفة رعدية ولم تستطع الطائرة القيام بعملية هبوط انحداري منزلق آمن إلى المطار، حيث هبطت اضطراريا على طريق سريع بالقرب من نيوهوب، جورجيا في الولايات المتحدة الأمريكية. وكانت الطائرة لا تزال تحمل كمية كبيرة من الوقود، مما أدى إلى أشتعال النيران فيها، مما أسفر عن مقتل معظم الركاب والعديد من الاشخاص على الأرض.
الكثير من حالات الهبوط الاضطراري تحصل كثيرا للطائرات، وجميعها تقريبا تمر بسلام بدون وقوع ضحايا. إلا أن عمليات الهبوط الاضطراري قد تتحول بسرعة إلى هبوط تحطم أو ما هو أسوأ. وتشمل بعض الحالات البارزة، حادثة يونايتد ايرلاينز خلال الرحلة رقم 232، والتي تحطمت أثناء هبوطها الاضطراري في سيوكس سيتي بولاية آيوا الأمريكية في 19 يوليو 1989، وحادثة شركة طيران كندا خلال الرحلة رقم 797، التي احترقت بعد هبوطها اضطراريا في سينسيناتي مطار شمال كنتاكي الدولي في 2 يونيو 1983 وذلك بعد أن بدأ الحريق في المقصورة.